# Landwehrkanal

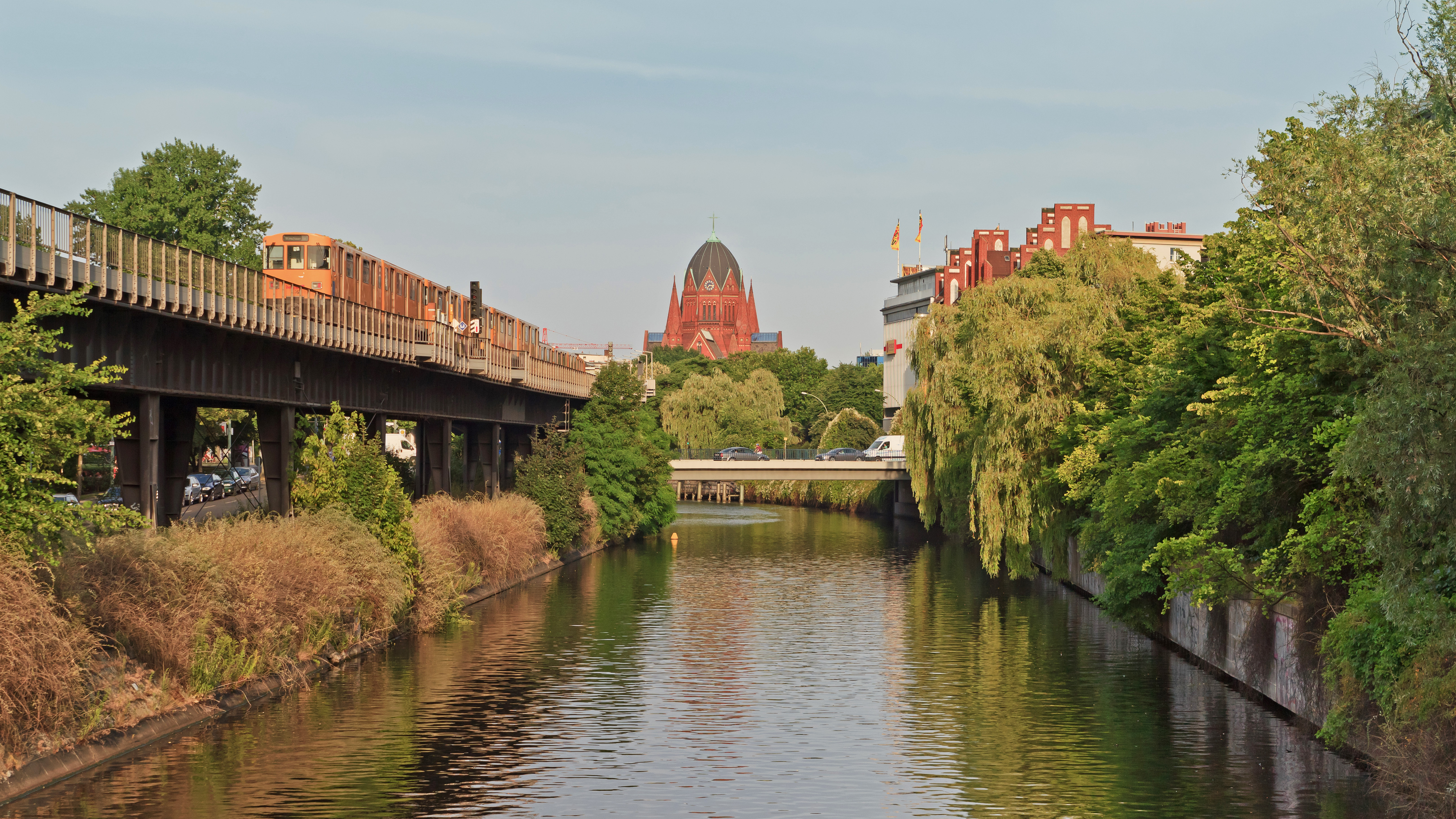
Landwehrkanal i Kreuzberg.

Landwehrkanal är en 10,7 km lång kanal i Berlin, som förbinder övre Spree i Kreuzberg, i höjd med Osthafen, med undre Spree i Charlottenburg och längs vägen passerar stadsdelarna Neukölln och Tiergarten.
Landwehrkanal byggdes 1845–1852 för att avlasta Spree som transportväg och även för dränering av omgivande mark. Namnet kommer av att kanalen byggdes längs en tidigare så kallad Landwehrgraben, en sorts vallgrav utanför stadsmuren som del av stadens försvarsverk. Under åren 1883–1890 breddades och fördjupades kanalen och dess kanter förstärktes med sten.